# Beuzeville

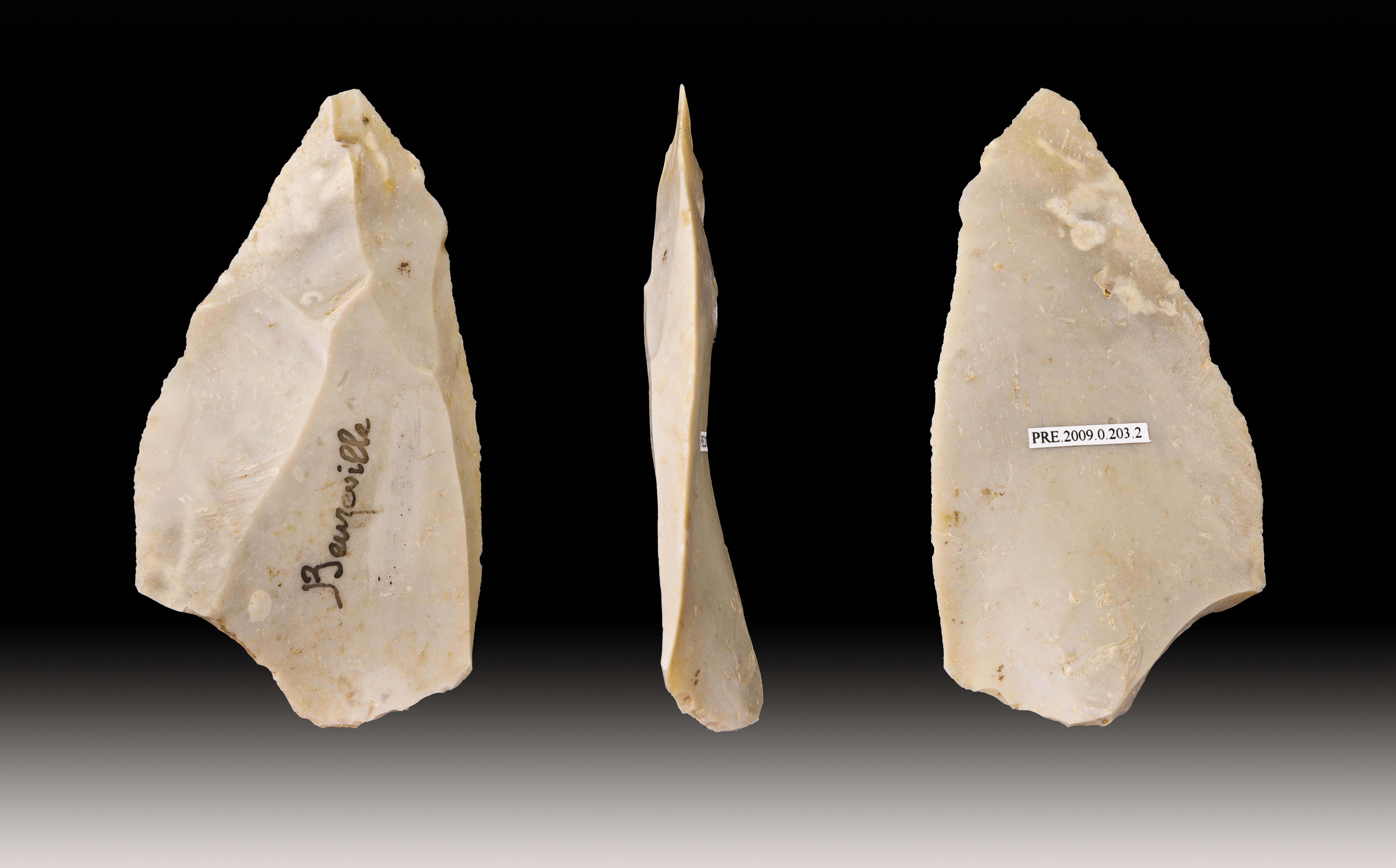
Levallois Points – Beuzeville

Beuzeville – miejscowość i gmina we Francji, w regionie Normandia, w departamencie Eure.
Według danych na rok 1990 gminę zamieszkiwały 2702 osoby, a gęstość zaludnienia wynosiła 116 osób/km² (wśród 1421 gmin Górnej Normandii Beuzeville plasuje się na 85. miejscu pod względem liczby ludności, natomiast pod względem powierzchni na miejscu 32.).